# Boum sur Paris
Pour plus de détails, voir Fiche technique et Distribution.
Boum sur Paris est un film français réalisé par Maurice de Canonge et sorti en 1954.

## Synopsis
Au début des années 1950, la populaire émission radiodiffusée La Kermesse aux Étoiles, animée par Jean Nohain, mêlant jeux de loterie et prestations de divers artistes, va être perturbée par les péripéties d’un homme et de sa fiancée cherchant à récupérer un dangereux flacon de parfum (explosif) qui a été malencontreusement mêlé aux lots à gagner...

## Fiche technique
- Titre : Boum sur Paris
- Réalisation : Maurice de Canonge, assisté de Gabriel Aloisi, Jacques Vilfrid, Alain Fraysse
- Scénario : Maurice de Canonge, Jacques Chabannes, Roger Féral
- Dialogues : Jacques Chabannes, Roger Féral
- Décors : Claude Bouxin, assisté de Marcel Bianchini
- Maquillages : Louis Dor, Claude Uselmann
- Photographie : Jean Bachelet, assisté de Jean Rabier
- Montage : Isabelle Elman, assistée d’Édouard Berne
- Son : Raymond Gauguier
- Musique : Louiguy (Éditions Hortensia) (voir aussi Chansons ci-dessous)
- Production : Edmond Ténoudji
- Société de production : Les Films Marceau (France)
- Sociétés de distribution : Les Films Marceau (distributeur initial), Cocinor, Les Acacias, Tamasa Distribution
- Pays de production :  France
- Langue : français
- Format : noir et blanc — 1,37:1 - 35 mm — son monophonique (Omnium-Sonore)
- Genre : comédie, film musical
- Durée : 95 minutes
- Classification : : tous publics (visa d'exploitation no 14292 délivré le 14 octobre 1953) par le CNC
- Dates de sortie : 
  - France : 19 février 1954
- Affiches : Constantin Belinsky, Roger Rojac (France)

## Distribution
- Jacques Pills : Jean Sestrières, le neveu du professeur
- Luce Feyrer : Lola Bonheur, une vedette
- Armand Bernard : Monsieur Calchas, agence de filatures
- Danielle Godet : Monique Calchas, sa fille
- Paul Demange : Stanislas, le préparateur du professeur
- Robert Seller : le professeur Sestrières
- Michel Dancourt : le livreur de fleurs
- Jacques Josselin : Menotti, le chef de gang
- Rivers Cadet : Auguste, le serveur suisse
- Émile Riandreys : Oscar, le livreur alcoolique
- Andrès : un serveur dans le cabaret d'Édith Piaf
- Andréa Parisy : une présentatrice du parfum « Boum »

et dans leur propre rôle
- Jacques Angelvin
- Aimé Barelli
- Charles Boyer
- Martine Carol
- André Chabrol alias Al Cabrol
- Gary Cooper
- Annie Cordy
- Nicole Courcel
- Lucienne Delyle
- Jacqueline François
- André Gabriello
- Juliette Gréco
- Christian-Jaque
- Philippe Lemaire
- Gina Lollobrigida
- Manécanterie des Petits Chanteurs à la croix de bois, avec l'abbé Fernand Maillet
- Jean Marais
- Philippe Mareuil
- Mick Micheyl
- Marcel Mouloudji
- Jean Nohain
- Gisèle Pascal
- Gregory Peck
- Édith Piaf
- Robert Pizani
- Les Quatre Barbus[1]
- Rellys
- Line Renaud
- Betty Spell
- Pierre Stephen
- Charles Trenet
- Eddie Warner et sa musique tropicale

## Chansons
- Je t'ai dans la peau, paroles de Jacques Pills et musique de Gilbert Bécaud, interprétée par Édith Piaf
- Pour qu'elle soit jolie ma chanson, paroles d'Édith Piaf et musique de Louiguy, interprétée en duo par Édith Piaf et Jacques Pills
- Bonbons, caramels, paroles de Noël Roux et musique d'Edward Chekler/Marcel Dubel, interprétée par Annie Cordy
- Moi je dors près de la Seine, interprétée par Jacqueline François
- Je hais les dimanches, paroles de Charles Aznavour et musique de Florence Véran, interprétée par Juliette Gréco
- Ouverture du Barbier de Séville, extraite de l'opéra de Gioachino Rossini, interprétée par Les Quatre Barbus
- Rien, rien, jamais rien, interprétée par Mick Micheyl
- Moi, un voleur, interprétée par Marcel Mouloudji
- Comme un p'tit coquelicot, paroles de Raymond Asso et musique de Claude Valéry, interprétée par Marcel Mouloudji
- La Jolie Sardane, paroles, musique et interprétation par Charles Trenet

## Production
Le tournage a eu lieu du 12 juin au 24 juillet 1953 aux studios Éclair d'Épinay-sur-Seine.